# Liste des médaillés olympiques en volley-ball
Pour le volley-ball de plage, voir Liste des médaillés olympiques en beach-volley.
Cet article présente la liste des joueurs et joueuses de volley-ball médaillés aux Jeux olympiques.

## Hommes
| Édition             | Or | Argent | Bronze |
| 1964 Tokyo          | URSS Ivan Bougaïenkov Nikolaï Bourobin Iouri Tchesnokov Vaja Katcharava Vitali Kovalenko Stanislav Lugailo Georgi Mondzolevski Iouri Poïarkov Edouard Sibirïakov Iouri Vengerovski Dmitri Voskoboïnikov Valeri Kalachikhin  | Tchécoslovaquie Milan Čuda Bohumil Golián Zdeněk Humhal Petr Kop Josef Labuda Josef Musil Karel Paulus Boris Perušič Pavel Schenk Václav Šmídl Josef Šorm Ladislav Toman                                                 | Japon Yutaka Demachi Tsutomu Koyama Sadatoshi Sugawara Naohiro Ikeda Yasutaka Sato Toshiaki Kosedo Tokihiko Higuchi Masayuki Minami Takeshi Tokutomi Teruhisa Moriyama Yūzo Nakamura Katsutoshi Nekoda                  |
| 1968 Mexico         | URSS Eduard Sibirïakov Iouri Poïarkov Georgi Mondzolevski Valeri Kravtchenko Volodimir Bielïaiev Ievgeni Lapinski Ivan Bougaenkov Oleg Antropov Vasilius Matouchevas Viktor Mikhaltchouk Boris Terechtchouk Vladimir Ivanov | Japon Masayuki Minami Katsutoshi Nekoda Mamoru Shiragami Isao Koizumi Kenji Kimura Yasuaki Mitsumori Naohiro Ikeda Jungo Morita Tadayoshi Yokota Seiji Oko Tetsuo Satō Kenji Shimaoka                                    | Tchécoslovaquie Bohumil Golián Antonin Prochazka Petr Kop Jiri Svoboda Josef Musil Lubomir Zajisek Josef Smolka Vladimir Petlak Frantisek Sokol Zdenek Groessel Pavel Schenk Drahomir Koudelka                          |
| 1972 Munich         | Japon Yoshihide Fukao Kenji Kimura Masayuki Minami Jungo Morita Yūzo Nakamura Katsutoshi Nekoda Tetsuo Nishimoto Yasuhiro Noguchi Seiji Oko Tetsuo Satō Kenji Shimaoka Tadayoshi Yokota                                     | Allemagne de l'Est Horst Hagen Wolfgang Löwe Wolfgang Maibohm Jürgen Maune Horst Peter Eckehard Pietzsch Siegfried Schneider Arnold Schulz Rudi Schumann Rainer Tscharke Wolfgang Webner Wolfgang Weise                  | URSS Viktor Borchtch Iefim Tchoulak Viatcheslav Domani Vladimir Kondra Valeri Kravtchenko Ievhen Lapinski Vladimir Patkin Iouri Poiarkov Vladimir Poutiatov Aleksandr Saprikin Iouri Starounski Leonid Zaïko            |
| 1976 Montréal       | Pologne Bronisław Bebel Ryszard Bosek Wiesław Gawłowski Marek Karbarz Lech Łasko Zbigniew Lubiejewski Mirosław Rybaczewski Włodzimierz Sadalski Edward Skorek Włodzimierz Stefański Tomasz Wójtowicz Zbigniew Zarzycki      | URSS Vladimir Tchernikhov Iefim Choulak Vladimir Dorokhov Aleksandr Ermilov Vladimir Kondra Oleh Moliboha Anatoliy Polishchuk Aleksandr Savin Pāvels Seļivanovs Youri Starounski Vladimir Oulanov Viatcheslav Zaïtsev    | Cuba Alfredo Figueredo Víctor García Diego Lapera Leonel Marshall, Sr. Ernesto Martínez Lorenzo Martínez Jorge Pérez Antonio Rodríguez Carlos Salas Victoriano Sarmientos Jesús Savigne Raúl Vilches                    |
| 1980 Moscou         | URSS Vladimir Tchernichiov Vladimir Dorokhov Aleksandr Ermilov Vladimir Kondra Valeriy Krivov Fedir Lashchonov Viljar Loor Oleg Moliboga Youri Panchenko Aleksandr Savin Pāvels Seļivanovs Viatcheslav Zaïtsev              | Bulgarie Yordan Angelov Dimitar Dimitrov Stefan Dimitrov Stoyan Gunchev Hristo Iliev Petko Petkov Kaspar Simeonov Hristo Stoyanov Mitko Todorov Tsano Tsanov Emil Valtchev Dimitar Zlatanov                              | Roumanie Marius Căta-Chiţiga Valter Chifu Laurenţiu Dumănoiu Günther Enescu Dan Gîrleanu Sorin Macavei Viorel Manole Florin Mina Corneliu Oros Nicolae Pop Constantin Sterea Nicu Stoian                                |
| 1984 Los Angeles    | États-Unis Douglas Dvorak Dave Saunders Steven Salmons Paul Sunderland Rich Duwelius Steve Timmons Craig Buck Marc Waldie Chris Marlowe Aldis Berzins Patrick Powers Karch Kiraly                                           | Brésil Amauri Badalhoca Bernard Bernardinho Domingos Maracanã Fernandão Marcus Vinícius Montanaro Renan Rui William Xandó                                                                                                | Italie Franco Bertoli Francesco Dall'Olio Giancarlo Dametto Guido De Luigi Giovanni Errichiello Giovanni Lanfranco Andrea Lucchetta Pier Paolo Lucchetta Marco Negri Piero Rebaudengo Paolo Vecchi Fabio Vullo          |
| 1988 Séoul          | États-Unis Troy Tanner David Saunders Jonathan Root Bob Ctvrtlik Robert Partie Steve Timmons Craig Buck Scott Fortune Ricci Luyties Jeffrey Stork Eric Sato Karch Kiraly                                                    | URSS Iouri Panchenko Andreï Kouznetsov Viatcheslav Zaïtsev Igor Rounov Vladimir Chkourikhine Ievgueni Krasilnikov Raimundas Vilde Valeri Lossev Iouri Sapega Oleksandr Sorokalet Iaroslav Antonov Iouri Tcherednik       | Argentine Claudio Zulianello Daniel Castellani Esteban Martinez Alejandro Diz Daniel Colla Carlos Weber Hugo Conte Waldo Kantor Raul Quiroga Jon Uriarte Esteban de Palma Juan Cuminetti                                |
| 1992 Barcelone      | Brésil Amauri Ribeiro Antônio Carlos Gouveia Douglas Chiarotti Giovane Gávio Janelson Carvalho Jorge Edson Brito Mauricio Lima Marcelo Negrão Paulo André Silva André Felipe Ferreira Talmo Oliveira Alexandre Samuel       | Pays-Bas Edwin Benne Peter Blangé Ron Boudrie Henk-Jan Held Martin van der Horst Marko Klok Olof van der Meulen Jan Posthuma Avital Selinger Martin Teffer Ronald Zoodsma Ron Zwerver                                    | États-Unis Nick Becker Carlos Briceno Bob Ctvrtlik Scott Fortune Dan Greenbaum Brent Hilliard Bryan Ivie Douglas Partie Bob Samuelson Eric Sato Jeff Stork Steve Timmons                                                |
| 1996 Atlanta        | Pays-Bas Misha Latuhihin Henk Jan Held Brecht Rodenburg Guido Görtzen Richard Schuil Ron Zwerver Bas van de Goor Jan Posthuma Olof van der Meulen Peter Blangé Rob Grabert Mike van de Goor                                 | Italie Andrea Gardini Marco Meoni Pasquale Gravina Paolo Tofoli Samuele Papi Andrea Sartoretti Marco Bracci Lorenzo Bernardi Luca Cantagalli Andrea Zorzi Andrea Giani Vigor Bovolenta                                   | RF de Yougoslavie Đorđe Ðurić Žarko Petrović Vladimir Batez Željko Tanasković Dejan Brđović Đula Mešter Slobodan Kovač Nikola Grbić Vladimir Grbić Rajko Jokanović Goran Vujević Andrija Gerić                          |
| 2000 Sydney         | Yougoslavie Vladimir Batez Slobodan Kovač Slobodan Boškan Đula Mešter Vasa Mijić Nikola Grbić Vladimir Grbić Andrija Gerić Goran Vujević Ivan Miljković Veljko Petković Igor Vušurović                                      | Russie Vadim Khamouttskikh Rouslan Olikhver Valeri Goryushev Igor Choulepov Alekseï Kazakov Ievgueni Mitkov Serguei Tetioukine Roman Iakovlev Konstantin Ouchakov Aleksandr Gerasimov Ilia Saveliev Alekseï Koulechov    | Italie Andrea Gardini Marco Meoni Pasquale Gravina Luigi Mastrangelo Paolo Tofoli Samuele Papi Andrea Sartoretti Marco Bracci Simone Rosalba Mirko Corsano Andrea Giani Alessandro Fei                                  |
| 2004 Athènes        | Brésil Giovane Gávio André Heller Maurício Lima Gilberto Godoy Filho André Nascimento Sérgio Santos Anderson Rodrigues Nalbert Betancourt Gustavo Endres Rodrigo Santana Ricardo Garcia Dante Amaral                        | Italie Luigi Mastrangelo Valerio Vermiglio Samuele Papi Andrea Sartoretti Alberto Cisolla Vencislav Simeonov Damiano Pippi Andrea Giani Alessandro Fei Paolo Tofoli Paolo Cozzi Matej Černic                             | Russie Stanislav Dineikine Serguei Baranov Pavel Abramov Alekseï Kazakov Serguei Tetioukine Vadim Khamouttskikh Aleksandr Kossarev Konstantin Ouchakov Taras Khteï Andreï Egortchev Aleksei Verbov Alekseï Koulechov    |
| 2008 Pékin          | États-Unis Lloy Ball Sean Rooney David Lee Richard Lambourne William Priddy Ryan Millar Riley Salmon Thomas Hoff Clayton Stanley Kevin Hansen Gabriel Gardner Scott Touzinsky                                               | Brésil Bruno Rezende Marcelo Elgarten André Heller Samuel Fuchs Gilberto Godoy Filho Murilo Endres André Nascimento Sérgio Santos Anderson Rodrigues Gustavo Endres Rodrigo Santana Dante Amaral                         | Russie Aleksandr Korneïev Semion Poltavski Aleksandr Kossarev Sergueï Grankine Serguei Tetioukine Vadim Khamouttskikh Iouri Berejko Alexeï Ostapenko Aleksandr Volkov Alekseï Verbov Maksim Mikhaïlov Alekseï Koulechov |
| 2012 Londres        | Russie Nikolay Apalikov Taras Khtey (capitaine) Sergey Grankin Sergey Tetyukhin Aleksandr Sokolov Yuriy Berezhko Aleksandr Butko Dmitri Muserski Dmitri Ilinykh Maksim Mikhailov Aleksandr Volkov Aleksey Obmochayev        | Brésil Bruno Rezende Wallace de Souza Sidão Leandro Vissotto Giba (capitaine) Murilo Endres Sérgio Santos Thiago Soares Alves Rodrigão Lucão Ricardo Garcia Dante Amaral                                                 | Italie Cristian Savani (capitaine) Luigi Mastrangelo Simone Parodi Samuele Papi Michal Lasko Ivan Zaytsev Dante Boninfante Dragan Travica Alessandro Fei Emanuele Birarelli Andrea Bari Andrea Giovi                    |
| 2016 Rio de Janeiro | Brésil William Arjona Éder Carbonera Wallace de Souza Luiz Felipe Fonteles Evandro Guerra Ricardo Lucarelli de Souza Bruno Rezende Lucas Saatkamp Sérgio Santos Mauricio Borges Silva Douglas Souza Maurício Luiz de Souza  | Italie Oleg Antonov Emanuele Birarelli Simone Buti Massimo Colaci Simone Giannelli Osmany Juantorena Filippo Lanza Matteo Piano Salvatore Rossini Daniele Sottile Luca Vettori Ivan Zaytsev                              | États-Unis Matt Anderson Micah Christenson Maxwell Holt Thomas Jaeschke David Lee William Priddy Aaron Russell Taylor Sander Erik Shoji Kawika Shoji David Smith Murphy Troy                                            |
| 2020 Tokyo          | France Barthélémy Chinenyeze Jenia Grebennikov Jean Patry Benjamin Toniutti Kévin Tillie Earvin Ngapeth Antoine Brizard Stephen Boyer Nicolas Le Goff Daryl Bultor Trévor Clévenot Yacine Louati                            | ROC Iaroslav Podlesnikh Artem Volvich Dmitri Volkov Ivan Iakovlev Denis Bogdan Pavel Pankov Viktor Poletaev Maksim Mikhailov Iegor Klyuka Ilyas Kurkaev Igor Kobzar Valentin Goloubev                                    | Argentine Matías Sánchez Federico Pereyra Cristian Poglajen Facundo Conte Agustín Loser Santiago Danani Sebastián Solé Bruno Lima Ezequiel Palacios Luciano De Cecco Nicolás Méndez Martín Ramos                        |
| 2024 Paris          | France - Antoine Brizard - Barthélémy Chinenyeze - Trévor Clévenot - Théo Faure - Jenia Grebennikov - Quentin Jouffroy - Nicolas Le Goff - Yacine Louati - Earvin Ngapeth - Jean Patry - Kévin Tillie - Benjamin Toniutti   | Pologne - Mateusz Bieniek - Tomasz Fornal - Norbert Huber - Marcin Janusz - Łukasz Kaczmarek - Jakub Kochanowski - Bartosz Kurek - Wilfredo León - Grzegorz Łomacz - Kamil Semeniuk - Aleksander Śliwka - Paweł Zatorski | États-Unis - Matt Anderson - Taylor Averill - Micah Christenson - Torey DeFalco - Maxwell Holt - Thomas Jaeschke - Jeffrey Jendryk - Micah Maʻa - Garrett Muagututia - Aaron Russell - Erik Shoji - David Smith         |

## Femmes
| Édition             | Or | Argent | Bronze |
| 1964 Tokyo          | Japon Masae Kasai Emiko Miyamoto Kinuko Tanida Yuriko Handa Yoshiko Matsumura Sata Isobe Katsumi Matsumura Yoko Shinozaki Setsuko Sasaki Yuko Fujimoto Masako Kondo Ayano Shibuki                                                                        | URSS Antonina Ryzhova Astra Biltauere Ninel Loukanina Lioudmila Bouldakova Nelli Abramova Tamara Tikhonina Valentina Kameniok-Vinogradova Inna Ryskal Marita Katoucheva Tatiana Rochtchina Valentina Michak Lyudmila Gureyeva                  | Pologne Krystyna Czajkowska Józefa Ledwig Maria Golimowska Jadwiga Rutkowska Danuta Kordaczuk Krystyna Jakubowska Jadwiga Książek Maria Śliwka Zofia Szczęśniewska Krystyna Krupa Hanna Krystyna Busz Barbara Hermela-Niemczyk                             |
| 1968 Mexico         | URSS Lioudmila Bouldakova Lioudmila Mikhaïlovskaïa Tatjana Veinberga Vera Lantratova Vera Galouchka-Douiounova Tatiana Sarytcheva Tatiana Poniaïeva-Tretiakova Nina Smoleïeva Inna Riskal Galina Leontyeva Roza Salikhova Valentina Kameniok-Vinogradova | Japon Setsuko Yoshida (capitaine) Suzue Takayama Toyoko Iwahara Yōko Kasahara Aiko Onozawa Yukiyo Kojima Sachiko Fukunaka Kunie Shishikura Setsuko Inoue Sumie Oinuma Makiko Furukawa Keiko Hama                                               | Pologne Elżbieta Porzec Zofia Szczęśniewska Wanda Wiecha Barbara Hermela-Niemczyk Krystyna Ostromęcka Krystyna Krupa Jadwiga Książek Józefa Ledwig Krystyna Jakubowska Lidia Chmielnicka Krystyna Czajkowska Halina Aszkiełowicz                           |
| 1972 Munich         | URSS Lioudmila Borozna Lioudmila Bouldakova Vera Galouchka-Douiounova Tatiana Gonobobleva Natalia Koudreva Galina Leontyeva Tatiana Poniaïeva-Tretiakova Inna Riskal Roza Salikhova Tatiana Sarytcheva Nina Smoleïeva Lyubov Tyurina                     | Japon Makiko Furukawa Keiko Hama Takako Iida Toyoko Iwahara Katsumi Matsumura Sumie Oinuma Mariko Okamoto Seiko Shimakage Michiko Shiokawa Takako Shirai Noriko Yamashita Yaeko Yamazaki                                                       | Corée du Nord Hwang He-suk Jang Ok-rim Jong Ok-jin Kang Ok-sun Kim Zung-bok Kim Myong-suk Kim Su-dae Kim Yeun-ja Paek Myong-suk Ri Chun-ok Ryom Chun-ja |
| 1976 Montréal       | Japon Yuko Arakida Takako Iida Katsuko Kanesaka Kiyomi Kato Echiko Maeda Noriko Matsuda Mariko Okamoto Takako Shirai Shoko Takayanagi Hiromi Yano Juri Yokoyama Mariko Yoshida                                                                           | URSS Larisa Bergen Lioudmila Tchernichova Olga Kozakova Natalia Kouchnir Nina Mouradian Lilia Osadchaya Anna Rostova Lioubov Roudovskaïa Inna Riskal Lioudmila Shchetinina Nina Smoleïeva Zoïa Iousova                                         | Corée du Sud Baik Myung-sun Byon Kyung-ja Chang Hee-sook Jo Hae-chung Jung Soon-ok Lee Soon-bok Lee Soon-ok Ma Kum-ja Park Mi-kum Yoon Young-nae Yu Jung-hyae Yu Kyung-hwa                                                                                 |
| 1980 Moscou         | URSS Ielena Akhaminova Ielena Andreiouk Svetlana Badoulina Lioudmila Tchernichova Lioubov Kozireva Lidia Loginova Irina Makogonova Svetlana Nikishina Larisa Pavlova Nadezhda Radzevich Natalia Razoumova Olga Solovova                                  | Allemagne de l'Est Katharina Bullin Barbara Czekalla Brigitte Fetzer Andrea Heim Ute Kostrzewa Heike Lehmann Christine Mummhardt Karin Püschel Karla Roffeis Martina Schmidt Annette Schultz Anke Westendorf                                   | Bulgarie Verka Borisova Tsvetana Bozhurina Tanya Dimitrova Maya Georgieva Margarita Gerassimova Tanya Gogova Valentina Ilieva Rumyana Kaisheva Anka Hristolova Silviya Petrunova Galina Stancheva                                                          |
| 1984 Los Angeles    | Chine Hou Yuzhu Jiang Ying Lang Ping Li Yanjun Liang Yan Su Huijuan Yang Xiaojun Yang Xilan Zhang Rongfang Zheng Meizhu Zhou Xiaolan Zhu Ling | États-Unis Jeanne Beauprey Carolyn Becker Linda Chisholm Rita Crockett Laurie Flachmeier Debbie Green Flo Hyman Rose Magers Kimberly Ruddins Julie Vollertsen Paula Weishoff Susan Woodstra                                                    | Japon Yumi Egami Norie Hiro Miyoko Hirose Kyoko Ishida Yoko Kagabu Yuko Mitsuya Keiko Miyajima Kimie Morita Kumi Nakada Emiko Odaka Sachiko Otani Kayoko Sugiyama                                                                                          |
| 1988 Séoul          | URSS Valentina Ogiyenko Ielena Volkova Marina Koumych Irina Smirnova Tatiana Sidorenko Irina Parkhomtchouk Tatiana Krainova Olga Chkournova Marina Nikoulina Elena Ovchinnikova Olga Krivosheieva Svetlana Koritova                                      | Pérou Luisa Cervera Alejandra de la Guerra Denise Fajardo Miriam Gallardo Rosa García Sonia Heredia Katherine Horny Natalia Málaga Gabriela Pérez del Solar Cecilia Tait Gina Torrealva Cenaida Uribe                                          | Chine Li Guojun Zhou Hong Hou Yuzhu Wang Yajun Yang Xilan Su Huijuan Ying Jiang Cui Yongmei Yang Xiaojun Zheng Meizhu Dan Wu Li Yueming |
| 1992 Barcelone      | Cuba Regla Bell Mercedes Calderón Magaly Carvajal Marlenis Costa Idalmis Gato Lilia Izquierdo Norka Latamblet Mireya Luis Tania Ortiz Raisa O'Farrill Regla Torres                                                                                       | Équipe unifiée Valentina Ogiyenko Natalia Morozova Marina Nikoulina Ielena Tiourina Irina Smirnova Tatiana Sidorenko Tatiana Menchova Ievguenia Artamonova Galina Lebedeva Svetlana Vassilevskaia Ielena Tcheboukina Svetlana Koritova         | États-Unis Liane Sato Paula Weishoff Yoko Zetterlund Elaina Oden Kimberley Oden Teee Sanders Caren Kemner Ruth Lawanson Tammy Liley Janet Cobbs Tara Cross-Battle Lori Endicott                                                                            |
| 1996 Atlanta        | Cuba Taismary Agüero Ana Ivis Fernández Idalmis Gato Lilia Izquierdo Magalys Carvajal Marlenis Costa Mireya Luis Raisa O'Farrill Regla Bell Regla Torres Yumilka Ruiz Mirka Francia                                                                      | Chine Lai Yawen Li Yan Cui Yongmei Wu Yongmei Wang Yi (en) He Qi Wang Ziling Sun Yue Wang Lina Liu Xiaoning Pan Wenli Zhu Yunying | Brésil Ana Moser Ida Ana Paula Hilma Leila Virna Márcia Fu Filó Ana Flávia Fernanda Fofão Sandra |
| 2000 Sydney         | Cuba Taismary Agüero Zoila Barros Regla Bell Marlenis Costa Ana Fernández Mirka Francia Idalmis Gato Lilia Izquierdo Mireya Luis Yumilka Ruíz Marta Sánchez Regla Torres                                                                                 | Russie Ievguenia Artamonova Anastasia Belikova Lioubov Kılıç Iekaterina Gamova Ielena Godina Tatiana Gratchiova Natalia Morozova Olga Potachova Inessa Korkmaz Elizaveta Tichtchenko Ielena Tiourina Ielena Vassilevskaïa                      | Brésil Leila Barros Erika Coimbra Janina Conceição Virna Dias Kely Fraga Ricarda Lima Kátia Lopes Elisângela Oliveira Walewska Oliveira Karin Rodrigues Raquel Silva Hélia Souza                                                                           |
| 2004 Athènes        | Chine Chen Jing Feng Kun Li Shan Liu Yanan Song Nina Wang Lina Yang Hao Zhang Na Zhang Ping Zhang Yuehong Zhao Ruirui Zhou Suhong | Russie Ievguenia Artamonova Lioubov Kılıç Olga Tchoukanova Iekaterina Gamova Aleksandra Koroukovets Olga Nikolaïeva Ielena Plotnikova Natalia Safronova Marina Sheshenina Irina Tebenikhina Elizaveta Tichtchenko Ielena Tiourina              | Cuba Zoila Barros Rosir Calderón Nancy Carrillo Ana Fernández Maybelis Martínez Liana Mesa Anniara Muñoz Yaima Ortíz Daimí Ramírez Yumilka Ruíz Marta Sánchez Dulce Téllez                                                                                 |
| 2008 Pékin          | Brésil Walewska Oliveira Carolina Albuquerque Marianne Steinbrecher Paula Pequeno Thaisa Menezes Hélia Souza Valeska Menezes Fabiana Claudino Welissa Gonzaga Jaqueline Carvalho Sheilla Castro Fabiana de Oliveira                                      | États-Unis Ogonna Nnamani Danielle Scott-Arruda Tayyiba Haneef-Park Lindsey Berg Stacy Sykora Nicole Davis Heather Bown Jennifer Joines Kimberly Glass Robyn Ah Mow-Santos Kim Willoughby Logan Tom                                            | Chine Wang Yimei Feng Kun Yang Hao Liu Yanan Wei Qiuyue Xu Yunli Zhou Suhong Zhao Ruirui Xue Ming Li Juan Zhang Na Ma Yunwen |
| 2012 Londres        | Brésil Fabiana Claudino (capitaine) Dani Lins Paula Pequeno Adenízia da Silva Thaísa Menezes Jaqueline Carvalho Fernanda Ferreira Tandara Caixeta Natália Pereira Sheilla Castro Fabiana de Oliveira Fernanda Garay                                      | États-Unis Danielle Scott-Arruda Tayyiba Haneef-Park Lindsey Berg (capitaine) Tamari Miyashiro Nicole Davis Jordan Larson Megan Hodge Christa Harmotto Logan Tom Foluke Akinradewo Courtney Thompson Destinee Hooker                           | Japon Hitomi Nakamichi Yoshie Takeshita Mai Yamaguchi Erika Araki (capitaine) Kaori Inoue Maiko Kano Yuko Sano Ai Otomo Risa Shinnabe Saori Sakoda Yukiko Ebata Saori Kimura                                                                               |
| 2016 Rio de Janeiro | Chine Ding Xia Gong Xiangyu Hui Ruoqi Lin Li Liu Xiaotong Wei Qiuyue Xu Yunli Yan Ni Yang Fangxu Yuan Xinyue Zhang Changning Zhu Ting | Serbie Tijana Bošković Jovana Brakočević Bianka Buša Tijana Malešević Brankica Mihajlović Jelena Nikolić Maja Ognjenović Silvija Popović Milena Rašić Jovana Stevanović Stefana Veljković Bojana Živković                                      | États-Unis Rachael Adams Foluke Akinradewo Kayla Banwarth Alisha Glass Christa Harmotto Kimberly Hill Jordan Larson Carli Lloyd Karsta Lowe Kelly Murphy Kelsey Robinson Courtney Thompson                                                                 |
| 2020 Tokyo          | Chine Ding Xia Gong Xiangyu Hui Ruoqi Lin Li Liu Xiaotong Wei Qiuyue Xu Yunli Yan Ni Yang Fangxu Yuan Xinyue Zhang Changning Zhu Ting | Serbie Tijana Bošković Jovana Brakočević Bianka Buša Tijana Malešević Brankica Mihajlović Jelena Nikolić Maja Ognjenović Silvija Popović Milena Rašić Jovana Stevanović Stefana Veljković Bojana Živković                                      | États-Unis Rachael Adams Foluke Akinradewo Kayla Banwarth Alisha Glass Christa Harmotto Kimberly Hill Jordan Larson Carli Lloyd Karsta Lowe Kelly Murphy Kelsey Robinson Courtney Thompson                                                                 |
| 2024 Paris          | Italie- Marina Lubian - Carlotta Cambi - Monica De Gennaro - Alessia Orro - Caterina Bosetti - Anna Danesi - Myriam Sylla - Paola Egonu - Sarah Luisa Fahr - Loveth Omoruyi - Ekaterina Antropova - Gaia Giovannini - Ilaria Spirito                     | États-Unis- Micha Hancock - Jordyn Poulter - Avery Skinner - Justine Wong-Orantes - Lauren Carlini - Jordan Larson - Annie Drews - Jordan Thompson - Haleigh Washington - Dana Rettke - Kathryn Plummer - Kelsey Robinson Cook - Chiaka Ogbogu | Brésil - Natália Araújo - Júlia Bergmann - Macris Carneiro - Nyeme Costa - Diana Duarte - Gabriela Guimarães - Thaísa Menezes - Rosamaria Montibeller - Roberta Ratzke - Ana Carolina da Silva - Ana Cristina de Souza - Tainara Santos - Lorenne Teixeira |